# Bismark Ubah
Bismark Storne Ebuka Ubah (Estado de Imo, 5 de enero de 1994), conocido como Bismark Ubah, es un futbolista nigeriano nacionalizado boliviano. Juega como delantero en Independiente Petrolero de la Primera División de Bolivia.

## Clubes
| Club                        | País      | Año               |
| --------------------------- | --------- | ----------------- |
| Enyimba International F. C. | Nigeria   | 2015              |
| Tucanes de Amazonas F. C.   | Venezuela | 2016              |
| Oriente Petrolero "B"       | Bolivia   | 2016 - 2017       |
| Real Santa Cruz             | Bolivia   | 2018              |
| FATIC                       | Bolivia   | 2019              |
| Palmaflor                   | Bolivia   | 2020 - 2021       |
| Real Potosí                 | Bolivia   | 2021              |
| Palmaflor                   | Bolivia   | 2022              |
| FC Van                      | Armenia   | 2023              |
| Wilstermann                 | Bolivia   | 2023              |
| Royal Pari                  | Bolivia   | 2024              |
| Independiente Petrolero     | Bolivia   | 2025 - Actualidad |